# Вавилонська бібліотека
«Вавилонська бібліотека» (ісп. La biblioteca de Babel) — це оповідання аргентинського письменника та бібліотекаря Хорхе Луїса Борхеса (1899 — 1986), світ якого — це неосяжна бібліотека, що вміщує всі можливі 410-сторінкові книги певного формату.
Оповідання було написане іспанською та вперше опубліковане в збірці  Борхеса за 1941 рік «Сад з розгалуженими стежками» (ісп. «El Jardín de senderos que se bifurcan»).

## Сюжет
Борхес від імені оповідача розповідає що його всесвіт складається з нескінченного простору з'єднаних шестикутних кімнат, кожна з яких містить все необхідне для виживання людини, і чотири стіни книжкових полиць. Порядок, і вміст книг випадковий, і очевидно цілком безглуздий. Приклад кількох рядків з типової сторінки типової книги бібліотеки:
```
BABEL,SFTPVBQP.QSAOPRXLHEDGONAASSOLMOGGOEYSXYIFLVRMGQSBQBQRTFOYERC.NTLASLVNVXTAJ 
M VOYTDPE YBNQMCDDLRC NMQ MMG MPLVF.SH,NCNMLSRFEBSSMHPGX.PBMBDIELECRIMJIRRAVC CL
DEHO ,TEY.AYCTBOMYGGTOJDCDY,TBTYLR QEFMGELBGJGCSVPNISQT Q.NQMDXXNLT BQQLGRIPRIYG
MTFPRCH.FTPFPJLMT.NER,F.RPFHILE DIQXSARQXFVBLYIXSYTOGFSYAHVBS.H.TNGNMTQH JIBBHJQ
MYYMRIBDCCTVNM MXJJHETYMBYACBMHPDOJYFOJ CVF CDLJNE J GSIJ.QSPGOROXGDPBO.MAFBEIED
```

Мешканці бібліотеки вірять, що книжки містять всі можливі комбінації кількох базових графем (букв, пробілів, та розділових знаків). Хоча більшість книг у тому всесвіті містять суцільну абракадабру, але десь існує і кожна змістовна книга, яка коли-небудь була написана, і кожна можлива редакція тієї книги, чи версія з кількома помилками. Оповідач зауважує що бібліотека має містити всю корисну інформацію, включно з передбаченнями майбутнього, біографією кожної особи, і переклад кожної книжки на кожну мову. І навпаки, для кожної книжки має існувати книжка з описом мови, чи шифру, які допоможуть прочитати в будь-якому тексті яке завгодно значення (наприклад шифр одноразовий блокнот).
Незважаючи на, чи точніше, через такий надлишок інформації, всі книги зовсім непридатні для читання, що доводить бібліотекарів до смертельного відчаю. Це приводить деяких бібліотекарів до забобонності і створення культів, таких як "Очисники", які довільно знищують книги, які вважають беззмістовними, поки вони рухаються бібліотекою в пошуках "Малинового шестикутника" та його ілюстрованих магічних книг. Є також інше повір'я, що оскільки в бібліотеці існують всі книги, десь серед книг повинен бути ідеальний каталог вмісту бібліотеки, дехто навіть вірить, що існує месія, відомий як "Людина Книги", який прочитав її, і вони мандрують бібліотекою в його пошуках.

## Вплив на пізніших письменників
- Постмодерний роман Умберто Еко «Ім'я рози» описує заплутану бібліотеку, в якій головує сліпий монах, названий Хорхе з Бургоса.

- Террі Пратчетт використовує ідею нескінченної бібліотеки в своїй серії романів «Плаского світу». Бібліотекарем є людський чарівник, перетворений на орангутана.

## Зноски
1. ↑  Алеф. Борхес Хорхе Луїс / Пер. Шовкун Віктор, Борщевський Сергій. — Харків: Фоліо, 2008. — 576 с.; Вавилонська бібліотека 201-208 с.

## Дивись також
- Теорема про нескінченних мавп